# ميتيا كوفاتشيفيتش
ميتيا كوفاتشيفيتش (بالسلوفينية: Mitja Kovačevič)‏ هو لاعب كرة قدم سلوفيني في مركز الدفاع، ولد في 12 أبريل 1991 في ليوبليانا في سلوفينيا. شارك مع منتخب سلوفينيا تحت 21 سنة لكرة القدم. أما مع النوادي، فقد لعب مع نادي أولمبيا ليوبليانا.

## وصلات خارجية
- ميتيا كوفاتشيفيتش على موقع الاتحاد الأوربي (الإنجليزية)
- ميتيا كوفاتشيفيتش على موقع قاعدة بيانات كرة القدم.إي يو (الإنجليزية)
- ميتيا كوفاتشيفيتش على موقع Soccerway.com (الإنجليزية)
- ميتيا كوفاتشيفيتش على موقع عالم كرة القدم.نت (الإنجليزية)